# Charles Augustus Young
Charles Augustus Young (Hannover, 15 de desembre de 1834 – 4 de gener de 1908) fou un dels primers astrònoms dels Estats Units, va morir de pneumònia després d'una malaltia breu, a la seva casa de Hanover, Nou Hampshire, el 4 de gener de 1908. Va observar eclipsis solars i treballà sobre espectroscòpia del Sol. Va observar una bengala solar amb un espectroscopi el 3 d'agost de 1872, i també anotà que va coincidir amb una tempesta magnètica damunt Terra.
Graduat a la Universitat de Dartmouth, més tard esdevingué professor el 1865 fins que el 1877 anà a Princeton.
Fou un educador exitós que va escriure una sèrie popular i àmpliament utilitzada en astronomia, incloent Manual d'Astronomia. Molts anys més tard, el 1927, quan Henry Norris Russell, Raymond Smith Dugan i John Quincy Stewart escrigueren el seu propi llibre, el van titular Astronomia: Una Revisió de Young Manual d'Astronomia.

## Galeria

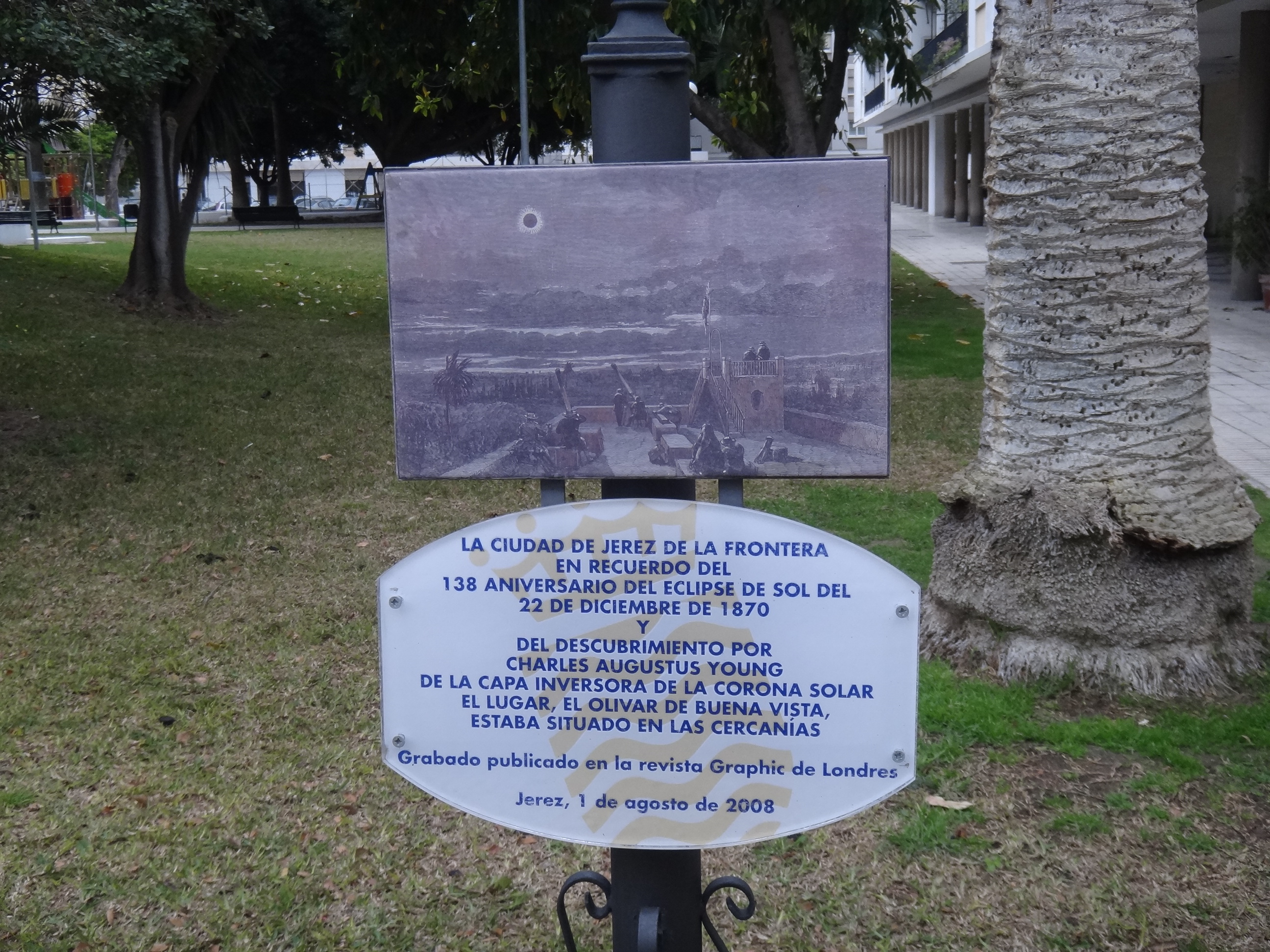
Placa per un dels descobriments de Charles Young.